# 里下河平原

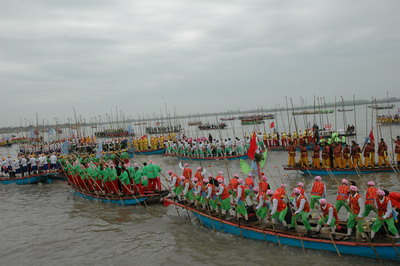
姜堰区溱潼镇一带，溱潼会船节上的龙舟比赛

里下河平原是位于江苏省中部的以兴化市为中心的一碟形平原洼地，又称苏中湿地（位于淮安，盐城，扬州，泰州，南通5市交界区）。本区属淮河流域湿地区，它西起里运河，东至串场河，北自古淮河，南抵通扬运河，大约在北纬32～33.5度，东经119～120度之间，面积13500余平方公里，人口1000多万。有时也将盱眙六合丘陵以东海拔10米以下的地区归入里下河平原。
其跨越的行政区域包括淮安（淮安区、金湖县、洪泽县），扬州（宝应县、高邮市、江都区北部），盐城（亭湖区西部、盐都区西部、阜宁县、建湖县、东台市西部、大丰区西部），泰州（海陵区北部、兴化市、姜堰区北部），南通（海安市西北局部）。里下河地区属于江淮文化，流行江淮官话淮扬片和通泰片。
由于里运河简称「里河」，串场河俗称「下河」，里下河平原介于这两条河道之间，故得名于此。里下河平原地势极为低平，而且呈现四周高、中间低的形态，状如锅底，地面高程从周围海拔4.5米，逐渐下降到海拔只有1米左右（射阳河），并且大致从东南向西北缓缓倾斜。
全区地势低洼，地下水位高，湖荡相连，人工水网稠密，曾是全省淡水沼泽湿地最集中分布的区域，现有湿地以湖泊湿地、少量沼泽湿地，及围垦利用湖泊、沼泽后形成的人工养殖场、沟渠湿地为主，是全省重要的农业种植和养殖区。本区湿地生态功能主要体现为调蓄水量和引水排水、降解污染、保护生物多样性等，对湿地的开发利用主要以围垦、水产养殖、渔业捕捞等为主。

## 历史
里下河平原的历史不超过7000年，当时江苏省长江以北的海岸线呈向西凹入的弧形，现今的里下河平原还是介于沿淮河与沿长江两个冲积平原之间的一个大海湾。由于淮河、长江不断挟带泥沙入海，在波浪、湖汐和沿岸流作用下，在此堆积成沙堤，形成与外海隔开的潟湖，大约3000年前，潟湖在江淮诸多支流注入的影响下，水质逐渐淡化成为淡水湖，原有水面被分割成许多湖荡、沼泽，其中最大的就是射阳湖。1128年黄河南侵后，黄河搬运来的大量泥沙的沉积使之逐渐形成今日所见的低平原。 
公元前486年，吴王夫差为北上中原争霸，利用江淮间的众多湖泊，开挖了沟通江淮的邗沟，以通粮道。此后这里逐渐得到开发，成为富饶的鱼米之乡。但到了宋金对峙时期的1128年，听任黄河南徙，夺淮入海，破坏了淮河下游的水道系统，里下河地区从此成了灾害频发的地区。京杭大运河作为漕运要道，一方面带来交通之便，不过历代政府为了保证漕运通畅，在遇到大水时，常常不惜打开里运河东堤的“归海五坝”，分泄洪水，把里下河地区变为滞洪区，致使该地区水灾不断，人民经常蒙受巨大灾难。
1931年夏秋之际，整个长江流域发生特大洪水，江淮并涨，运河河堤溃决，整个里下河平原汪洋一片，300多万民众流离失所，77000多人死亡，140 万人逃荒外流（特别是上海），淹没耕地1330万亩，倒塌房屋213万间。
在抗日战争期间，由于日军难以进入里下河平原的水网地区，1939年3月，当清江浦（淮安）被日军攻占后，江苏省政府就迁往里下河腹地的兴化。此后共产党武装新四军也进入里下河地区。
1950年代，在里下河地区大规模兴修水利工程，开辟苏北灌溉总渠入海水道，整修了洪泽湖、运河大堤和海堤，通海四港，此后灾害得到有效控制。

## 湿地保护

### 湿地受胁因素
- 一是围垦。大规模的围垦使区域湿地面积大量减少，部分湖泊消失或面积急剧减少，湿地调蓄能力严重减弱，目前这种趋势没有得到有效控制。本区曾是全省淡水沼泽湿地分布最集中区域，但目前沼泽湿地保留总量少，单体面积小。
- 二是污染。由于地势低洼，淤积和排水不畅，上游污染与内源污染在本区水体逐步富集，水体呈富营养化趋势。
- 三是高度人为干扰。基于区域生产生活安全所需的防洪排涝等大型水利调节工程，及农业种养殖等活动对区域自然湿地干扰强度大，湿地呈现高度人为干扰特征。

### 建设重点
- 1.通过湿地公园、湿地保护小区建设，加强对该区域建湖九龙口、宝应射阳湖、姜堰溱湖、江都花鱼塘、兴化徐马荒和兴化李中水上森林景区等现有湖泊和沼泽湿地的抢救性保护。
- 2.对里下河腹地大纵湖、射阳湖、蜈蚣湖、得胜湖、广洋湖、乌巾荡等实施退渔还湖、还湿，逐步扩大湖泊、沼泽湿地面积，增加区域水量调蓄能力。
- 3.开展里下河典型沼泽退化湿地修复，恢复湿地生态特征和功能。
- 4.开展湿地生态旅游、渔业养殖、湿地农业生产等湿地综合利用示范，促进区域湖泊、沼泽湿地合理利用。
- 5.加强区域湿地保护管理能力建设，推进各地湿地保护管理法规建设，建立本区重要湿地监测站、宣教培训基地。

## 经济
里下河平原是一个重要的高产农业区，拥有耕地1000多万亩，土地肥沃，盛产稻、麦、棉、油菜。这里还拥有独特的“垛田”景观（位于兴化市）。

## 交通
里下河平原由于河网密布，过去一向以水运为主，许多地方甚至“无舟不行”，经陆路无法到达。不过现在已有京沪高速公路、淮盐高速公路等一批高等级公路和新长铁路、宁启铁路，形成纵横交错的陆路交通网络。

## 物产
高邮双黄鸭蛋，各种水产品、水生植物。

## 文化景观
淮安中国南北分界园、盐城九龙口、淮安周恩来故居、兴化郑板桥故居、施耐庵墓园、上池斋药店、溱潼会船节、淮安淮扬菜美食节。